# ごういんぐマイウェイ(^-^)b
「ごういんぐマイウェイ(^-^)b」は、声優・落合祐里香の4枚目のシングル。2008年8月27日に2008年8月27日ブロー・ウィンド・レコードから発売された。

## 解説
- 12ヶ月連続リリース第4弾。
- 初回限定盤（BWCA-1140） と通常盤（BWCA-1141）の2種類の仕様でリリースされ、前者には特典DVD「Surprise」が同梱されている
- 作詞は、先行発売の4作品同様落合自身が手掛けている。

## 収録曲
1. ごういんぐマイウェイ(^-^)b [4:02]
作詞：落合祐里香、作曲・編曲：栗田貴司
2. Brilliant heart [4:24]
作詞：落合祐里香、作曲・編曲：栗田貴司
3. ごういんぐマイウェイ(^-^)b（inst.）
4. Brilliant heart（inst.）

DVD（初回限定盤のみ）
1. Surprise